# Mejova
Mejova (în ucraineană Межова) este așezarea de tip urban de reședință a raionului Mejova din regiunea Dnipropetrovsk, Ucraina. În afara localității principale, mai cuprinde și satele Jukove, Leninske, Novolozuvativka, Slavne, Ukraiinka, Vesele, Voznesenske și Zaporizke.

## Demografie
Componența lingvistică a așezării de tip urban Mejova
     Ucraineană (95,71%)
     Rusă (3,45%)
     Alte limbi (0,23%)
Conform recensământului din 2001, majoritatea populației așezării de tip urban Mejova era vorbitoare de ucraineană (95,71%), existând în minoritate și vorbitori de rusă (3,45%).